# Skała Kmity
Skała Kmity – krajobrazowy rezerwat przyrody znajdujący się w miejscu, w którym rzeka Rudawa przełamuje Garb Tenczyński na Wyżynie Krakowsko-Częstochowskiej.
Administracyjnie obszar rezerwatu znajduje się w południowo-wschodniej części Zabierzowa w gminie Zabierzów w powiecie krakowskim, województwie małopolskim, w odległości 11 km od Krakowa. Znajduje się na pięknym widokowo i ciekawym pod względem budowy geologicznej obszarze Tenczyńskiego Parku Krajobrazowego. Jest widoczna z drogi 774 (1100 m od drogi 79).

## Przyroda
Rezerwat o powierzchni 19,36 ha, utworzony został w 1959 w celu ochrony naturalnego krajobrazu przełomu rzeki Rudawy, a także naskalnej roślinności i lasu. Występuje w nim 18 gatunków roślin chronionych, m.in. tojad mołdawski, kruszczyk siny, rojownik pospolity, ciemiężyca zielona. W rezerwacie znajduje się stroma, o niemal pionowych ścianach, skała wapienna wysoka na ok. 25 m z wyrytymi historycznymi napisami i roślinnością naskalną. Prócz niej jest kilka mniejszych skał wapiennych z okresu jury, znajdujących się w lesie tworzonym głównie przez dęby.
Obecnie Skała Kmity wznosi się tuż nad drogą wojewódzką nr 774. Na wierzchołek można wejść od dawnej restauracji „Kmita”, przy której znajduje się parking. W 2000 roku nadleśnictwo Krzeszowice utworzyło 2,5 km długości ścieżkę dydaktyczną z 5 przystankami, prowadzącą od Skały Kmity w głąb Doliny Grzybowskiej. Doskonałe miejsce spacerów pośród Lasu Zabierzowskiego. Skała od dawna była odwiedzana, pięknie i ciekawie pisze o niej m.in. Józef Krasnowolski.
Jak podały media, w otulinie rezerwatu powstała zabudowa turystyczna, która mimo nakazu rozbiórki wydanego przez Powiatowego Inspektora Budowlanego oraz negatywnej opinii Regionalnej Dyrekcji Ochrony Środowiska nadal istnieje.

## Legenda
Nazwa skały pochodzi od rycerza Kmity, który według legendy pochodzącej z początku XVI w. nieszczęśliwie zakochał się w pięknej Olimpii Bonerównie, córce ówczesnego właściciela Balic. Nie mogąc ożenić się z nią, rzucił się z rozpaczy wraz z koniem z tej skały, ponosząc śmierć na miejscu. Bonerówna ponoć oddana została do zakonu. W miejscu, z którego skoczył, znajduje się krzyż. Wyryty na skale kilka metrów ponad drogą, stary (odnowiony w 2016) napis głosi:
Kthóry z sercem przydzie thu,

Maiąc mestwo w onym dniu,

Tho i radost może mieć;
Zasie kthory przydzie thu,
Ma strapienie w onym dniu,
Tho i spokói może mieć.
Jest to fragment wiersza Adama Gorczyńskiego. Na skale istnieje jeszcze inny napis:
Rytmem tym zwierza tutaj świezaie
Bolesne serce samotnej skale
Stanisław Kmita, rycerz oręzny
W boju z tatary, szablą potęzny
Ku Bonerównie serce obrócił
I z tej tu skały w przepaść się rzucił
1515.
Autorem tej sentencji jest Wincenty Pol. Obydwie inskrypcje wyryte zostały w 1854 r. Dawniej podobno istniał jeszcze jeden napis wykuty przez samego Kmitę:
Sroga miłości mojej moc dręczy duszę. Wiara – Bóg – Miłość – Miłość – Miłość – Kmita i Bonerówna – 1515.
W XIX wieku wątek romantycznej miłości Kmity i Benerówny podejmowany był w wielu utworach literackich, nawet obecnie jest kontynuowany. Jednej ze skał wapiennych na przeciwległym wzgórzu Bukowinie współcześnie już nadano nazwę Bonerówna. Mimo że nie zachowały się dokumenty potwierdzające samobójczą śmierć Kmity, w legendzie może tkwić ziarno prawdy, rzeczywiście bowiem w 1515 r. właścicielem Balic stał się Seweryn Boner, mający córkę Zofię.
Istnieje wersja, wg której Stanisław Boner, będąc zażartym zwolennikiem protestantyzmu (kalwinizmu), nie chciał wyrazić zgody na ślub z katolikiem Kmitą. Listy Kmity do Olimpii przejmował Boner, który polecił pokojówce napisać odpowiedź rzekomo od córki, iż widząc beznadziejność ich miłości i upór ojca, oddaje rękę komu innemu. Gdy Kmita otrzymał ten list, z rozpaczy rzucił się w przepaść. Boner wywiózł córkę do Zamku Ogrodzieniec, która tam, dowiedziawszy o intrydze, podobno wyskoczyła z okna wieży.

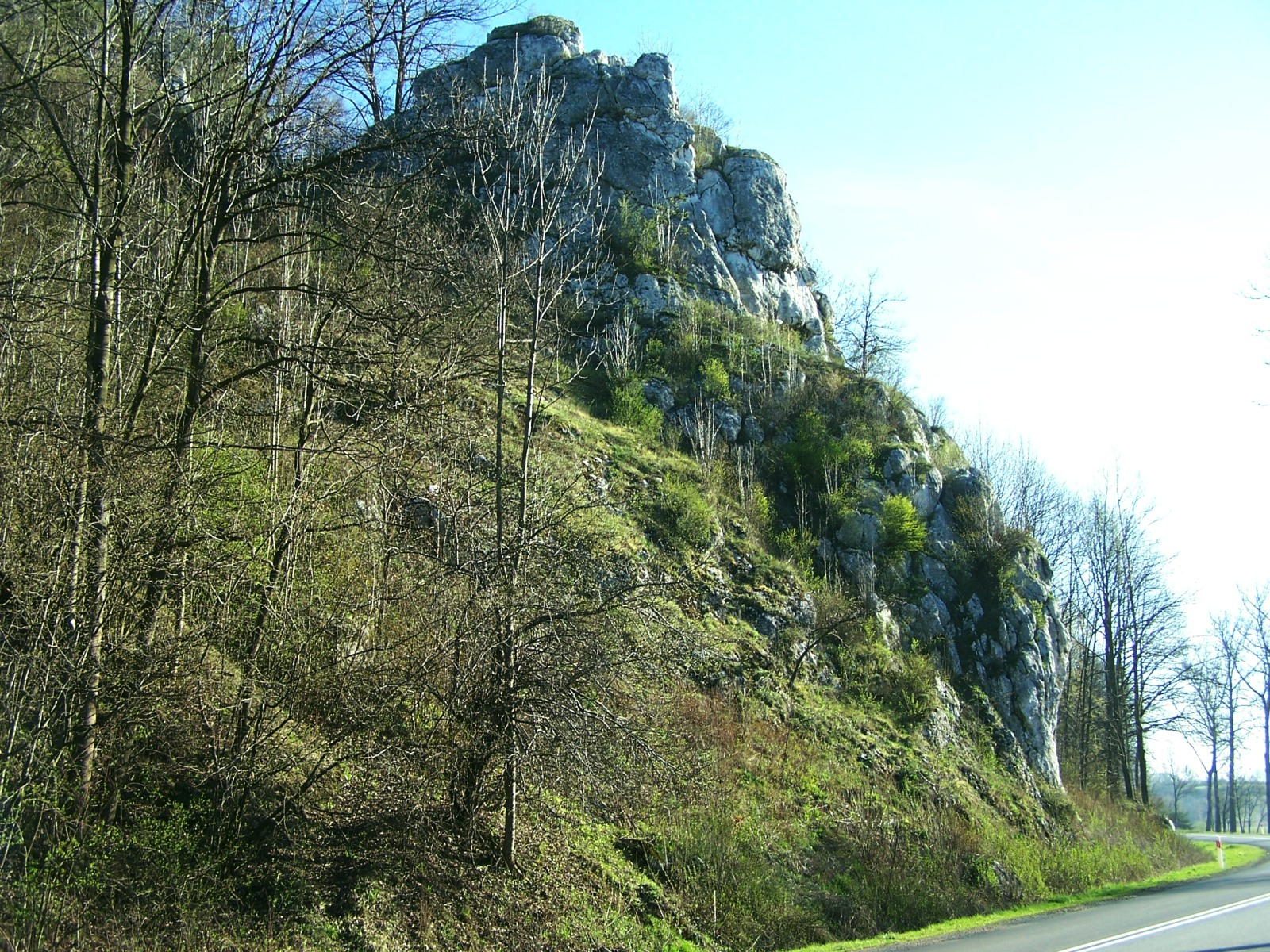
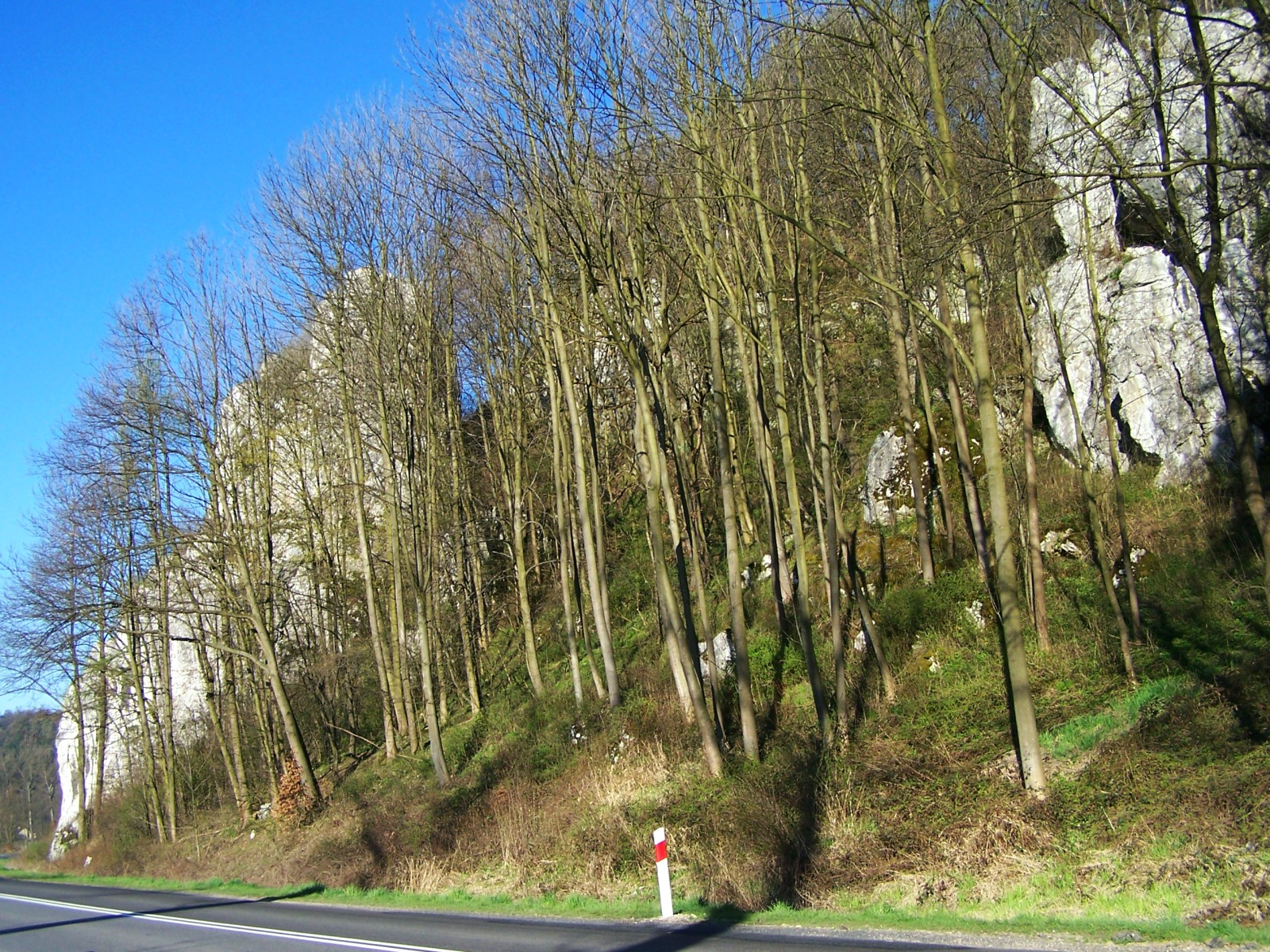
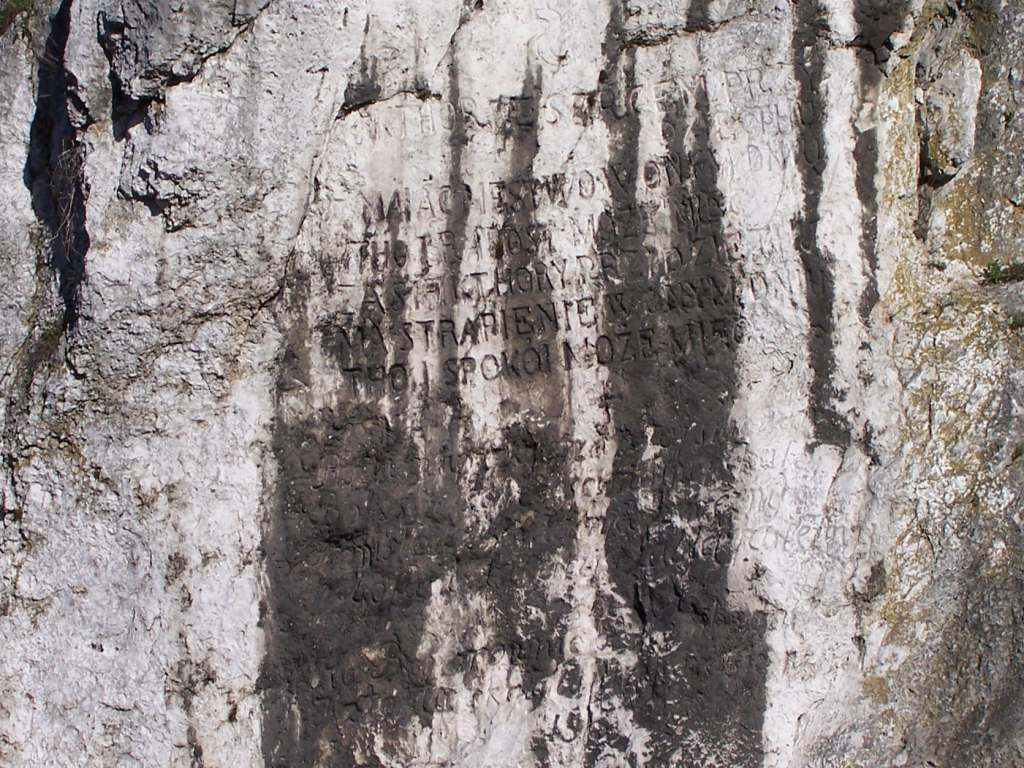
Inskrypcje na skale
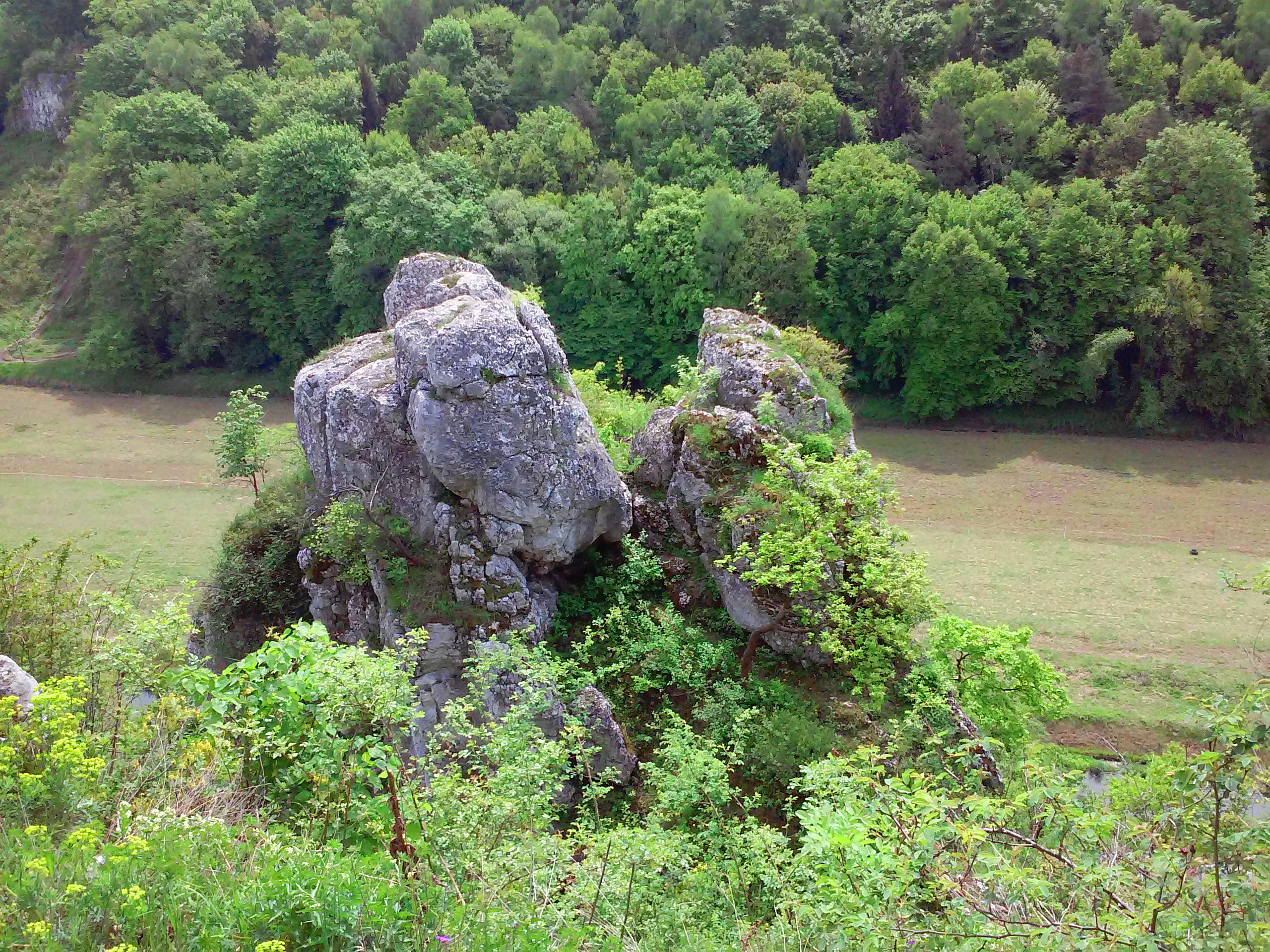